# پدروسیلو د آلبا
پدروسیلو د آلبا (به اسپانیایی: Pedrosillo de Alba) یک منطقهٔ مسکونی در اسپانیا است که در Pedrosillo de Alba Municipality واقع شده‌است. پدروسیلو د آلبا ۱۹ کیلومتر مربع مساحت دارد ۸۳۸ متر بالاتر از سطح دریا واقع شده‌است.